# Urval
Urval is een gemeente in het Franse departement Dordogne (regio Nouvelle-Aquitaine). De plaats maakt deel uit van het arrondissement Bergerac. De gemeente telde 115 inwoners op 1 januari 2022. De meesten wonen geconcentreerd in de drie grootste gehuchten: La Faurie, La Pélingue en La Salvagie.
In 1974 fuseerde Urval met Le Buisson-Cussac, Cadouin, Paleyrac tot de gemeente Le Buisson-Cussac. In 1989 scheidde Urval zich echter weer af.

## Geografie
De oppervlakte van Urval bedraagt 13,7 km², de bevolkingsdichtheid is 11,9 inwoners per km².
De onderstaande kaart toont de ligging van Urval met de belangrijkste infrastructuur en aangrenzende gemeenten.

## Demografie
Onderstaande figuur toont het verloop van het inwonertal (bron: INSEE-tellingen).

## Externe links

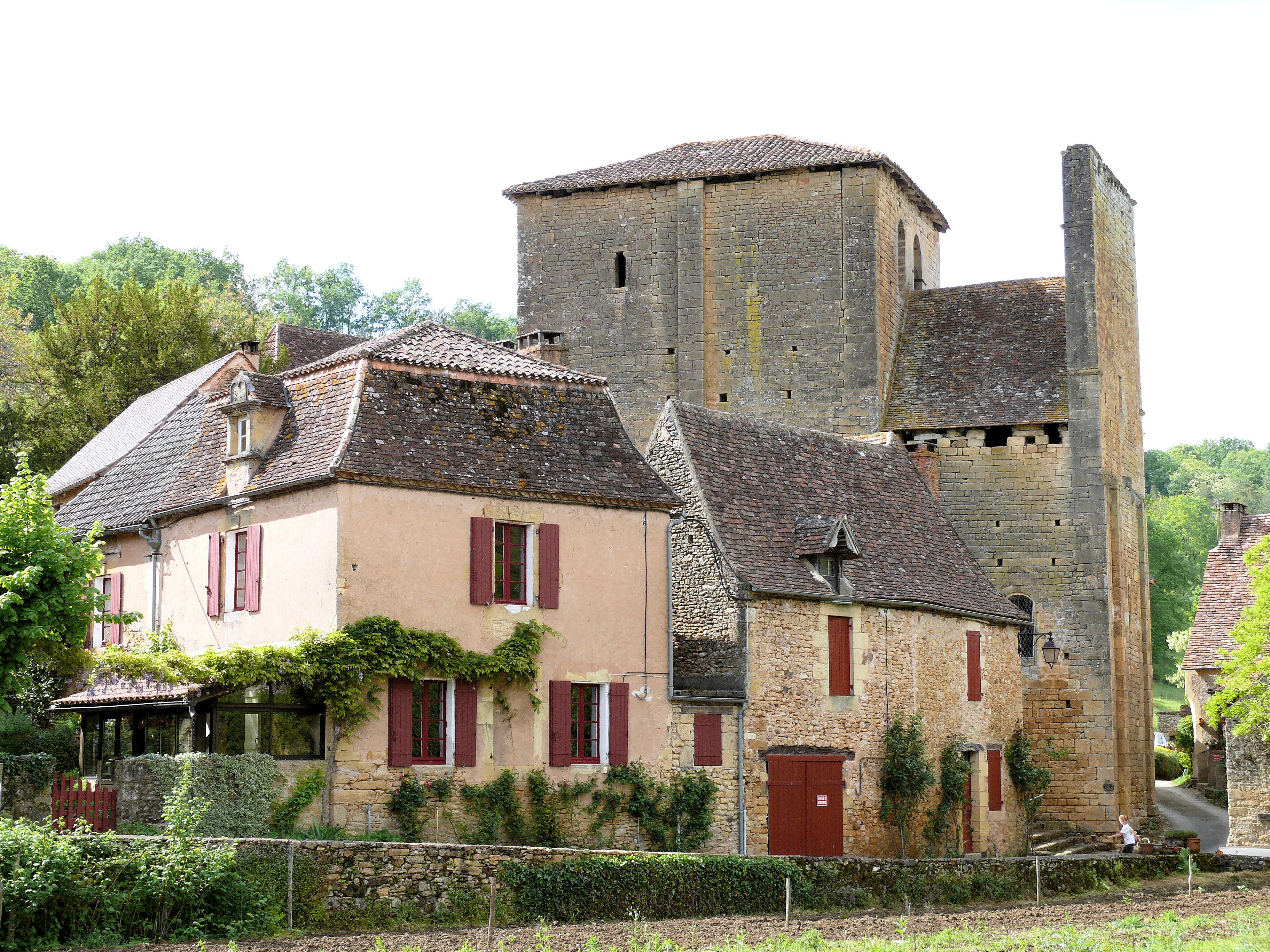
Kerk Notre-Dame-de-la-Nativité
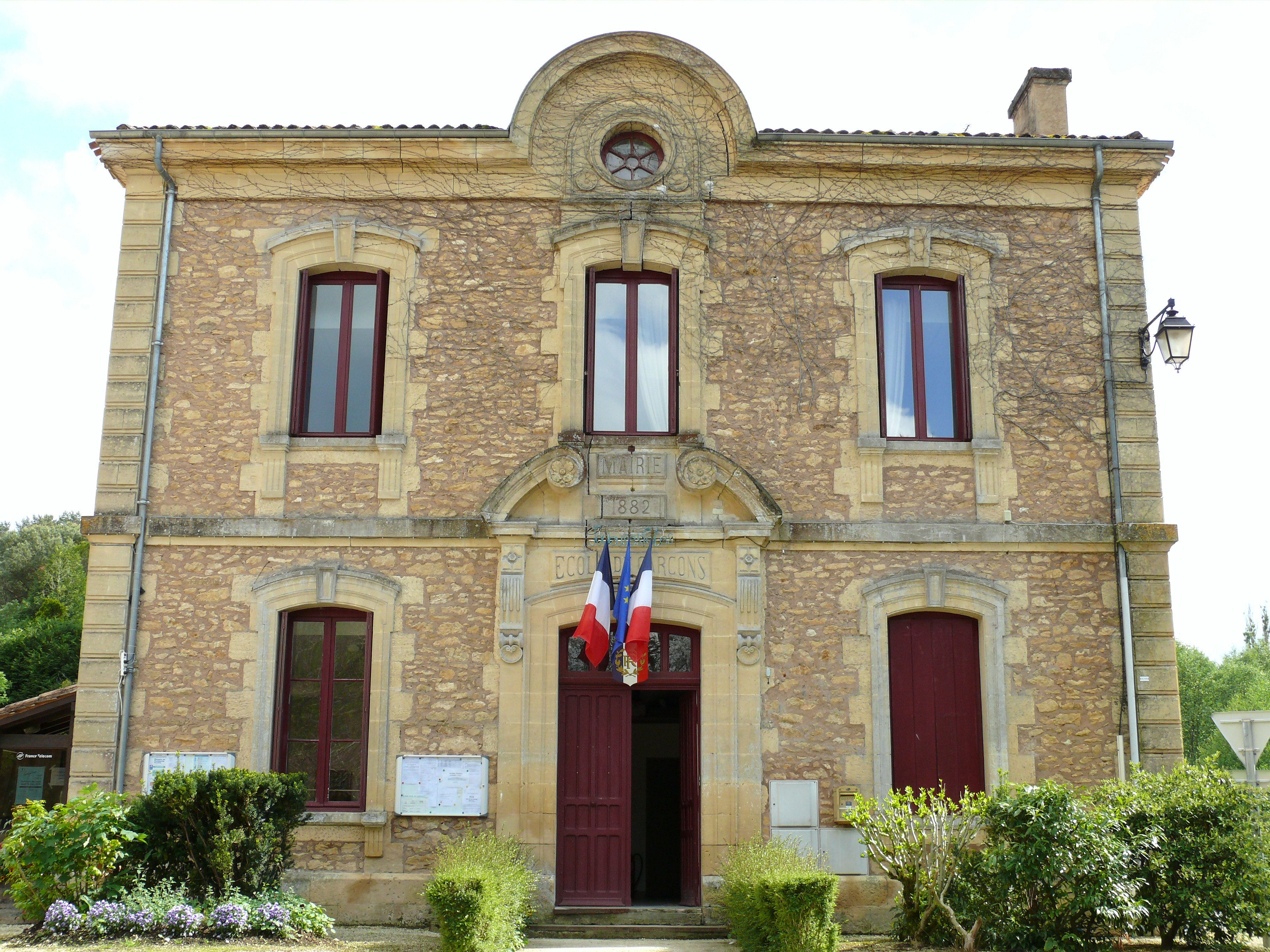
Gemeentehuis
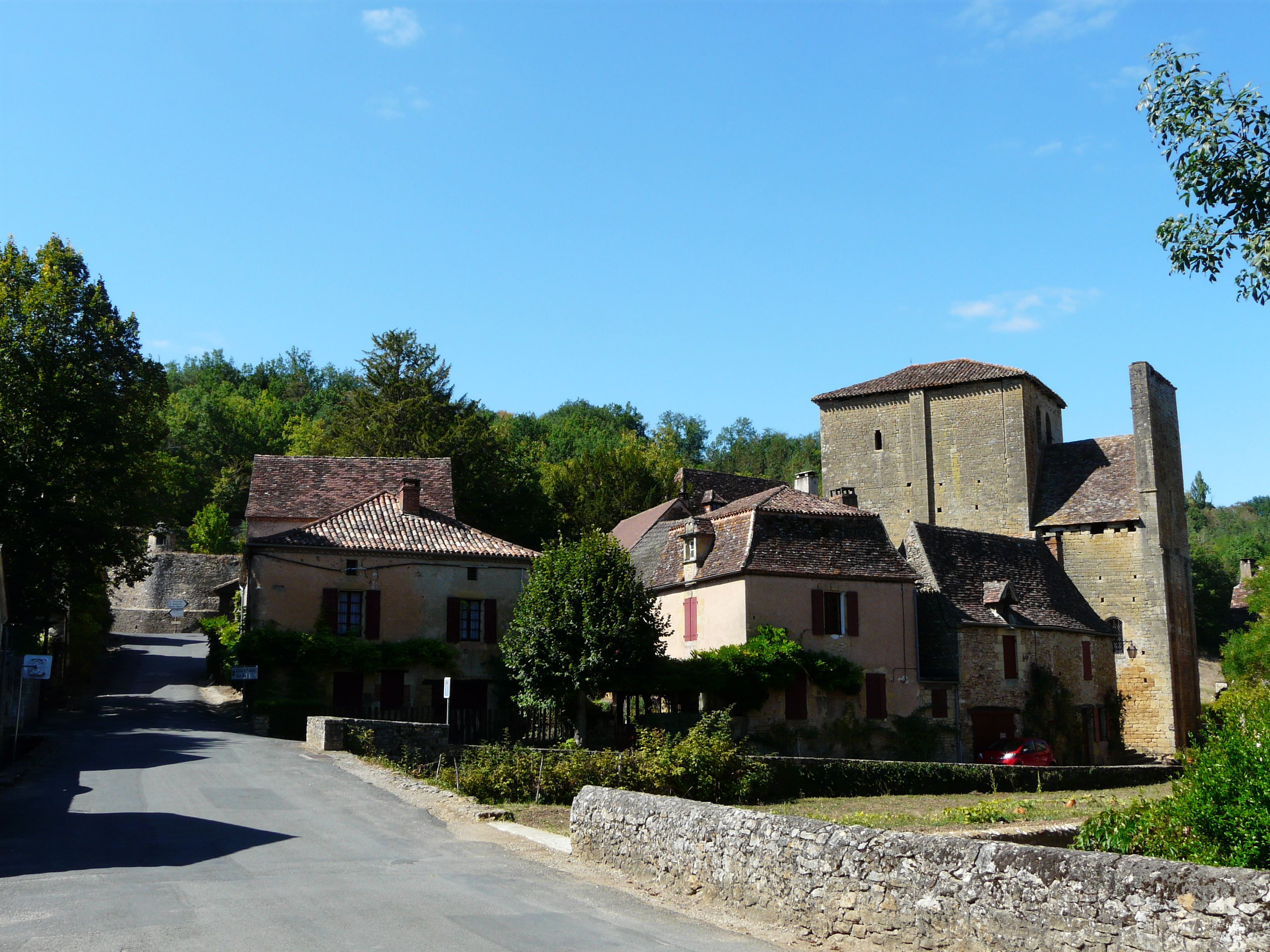
Zicht op Urval